# Dicyphus rufescens
Dicyphus rufescens är en insektsart som beskrevs av Van Duzee 1917. Dicyphus rufescens ingår i släktet Dicyphus och familjen ängsskinnbaggar. Inga underarter finns listade i Catalogue of Life.